# 薛據
薛據（？—？），一名薛璩，河東人，唐朝政治人物。

## 生平
薛據在兄弟裡排行第三，又稱薛三，其弟薛播於《舊唐書》有傳，但未提及薛據是其兄長。開元十九年進士，天宝六年，又中風雅古调科。薛据兄弟七人开元、天宝间“并举进士，连中科名。衣冠荣之”。在吏部参选過程，薛據自恃才名，请受万年录事。吏曹不敢照辦，經請示高層初獲准，但又為流外官員向宰相抗議而作罷，後授永樂（今山西芮城县）主簿，改調涉县（今河北涉县）令。天宝十一年（752年），与杜甫、高适、岑参、储光羲等同登长安慈恩寺塔。安史之亂時被俘，囚於洛陽。乾元二年仕历太子司议郎，上元二年（761年）曾任祠部员外郎，大歷初，任水部郎中，贈給事中。大曆二年客居江陵。晚年事跡不詳，可能隱居煉藥以終。